# Украина на «Евровидении-2008»
Украину на «Евровидении-2008» представила Ани Лорак с песней «Shady Lady». Выбор исполнительницы прошёл путём закрытого внутреннего отбора, но при этом путём национального отбора для Ани Лорак выбирали песню. Для Ани это была вторая попытка принять участие в Евровидении: в 2005 году её неожиданно обошла группа «Гринджолы». В 2008 году Ани, выступив на Евровидении, заняла 2-е место с 230 баллами (при 152 баллами в полуфинале и 1-м месте).

## Участница
Настоящее имя исполнительницы — Каролина Куек. Она получила статус заслуженной артистки Украины в возрасте 19 лет, став самой молодой обладательницей этого звания. На момент своего участия Ани выпустила 10 альбомов, и первые три альбома — «Там, де ти е», «Smile» и «Розкажи» — принесли ей славу в Европе и мире. Она участвовала в таких конкурсах, как российском «Утренняя звезда» (1996, Москва) и американском «Big Apple Music» (1996, Нью-Йорк). Выступала в США, России, Великобритании, Франции, Германии, Венгрии, Польше и Турции.
Ани также снималась в мюзиклах «Цыгане», «Вечера на хуторе близ Диканьки», «Безумный день, или женитьба Фигаро». Занимается активно благотворительностью: в 2005 году получила благодарность от ЮНИСЕФ за помощь ВИЧ-инфицированным жителям Украины как посол доброй воли ООН по вопросами ВИЧ и СПИД Украины.

## Национальный отбор
Национальная телекомпания Украины решила сама отобрать исполнителя на роль представителя Украины. На пресс-конференции с участием президента НТУ Виталия Докаленко, представителя Райффайзен Банка как спонсора конкурса Леонида Зябрева и директора отдела музыкальных и развлекательных программ НТУ Елены Загороднюк официально было подтверждено о выборе Ани Лорак как исполнительницы от Украины. Выбор песни должен был пройти путём открытого отбора — с 25 декабря 2007 по 5 февраля 2008 года все желающие композиторы могли отправить свои песни. Финал должен был состояться 16 февраля на Первом национальном канале, но был перенесён на 23 февраля. НТУ объявила также, что будет транслировать оба полуфинала конкурса и финал, а также выпустит альбом с 12 лучшими песнями отбора. На 11 мая была запланирована программа-концерт в рамках проводов Ани Лорак на Евровидение.
Было отправлено 109 песен, из них только 11 полностью соответствовали заявке. В жюри вошли Эдуард Клим, Виталий Докаленко, Александр Пономарёв, Александр Злотник, Игорь Поклад, Василий Вовкун и Сергей Кузин, которые решили остановиться на шести песнях. Позднее их число сократили сначала до 4, а потом всё же остановились на пяти. Были выбраны пять следующих песен:
- «Shady Lady» — композитор Филипп Киркоров, слова Карен Кавалерян
- «The dream of bright a day» — музыка Ани Лорак, слова — Жари Сак.
- «I'll Be Your Melody» — музыка и текст — Божена Костромская.
- «Я стану морем» — музыка Виталия Волкомора, слова Николая Бровченко.
- «Жду тебя» — музыку написал Юрий Остапенко, текст песни принадлежит Ани Лорак.

Именно песня «Shady Lady» и одержала победу.

## Песня и номер
Автором музыки является российский певец и композитор Филипп Киркоров, который сам подал заявку. Текст написал поэт-песенник Карен Кавалерян (он же автор русского текста под названием «С неба в небо»), а песню записали в Греции. Ранее мелодию предлагали российским исполнителям Диме Билану, Сергею Лазареву, Евгении Отрадной, Кристине Орбакайте и группе «А-Студио». 3 марта 2008 года был снят клип на песню, режиссёром видео стала Катя Царик. Постановка номера осуществлялась режиссёром Фокасом Евангелиносом, который ставил номера Сакису Рувасу в 2004 году, Елене Папаризу в 2005 году и Диме Билану в 2006 году. Для сценического номера были установлены несколько шкафов: на них в один из моментов Ани взбиралась. Платье для выступления подготовил модельер Роберт Кавалли, с которым Ани связалась во время промо-тура по Прибалтике.

## Промо-тур
Промо-тур певицы начался 9 марта 2008 года, когда Ани Лорак выступила в интервал-акте национального отбора России на конкурс. 31 марта Ани Лорак посетила Бельгию, приняв участие в акции благотворительной организации «Designers Against AIDS» (англ. Дизайнеры против СПИДа). Ани Лорак пригласила творческого директора организации Хавьера Баркалу на свою пресс-конференцию на Евровидении, посвящённую проблеме борьбы против СПИДа. 3 апреля она побывала на Кипре, дав интервью киприотскому телевидению и радио (в том числе и команде местного «Русского радио»), а также снявшись для журнала «ОК». Ани Лорак встретилась с участником греческого национального отбора Костасом Мартакисом, вручив ему премию «Самый продаваемый исполнитель года».
6 апреля Ани Лорак прибыла в Македонию, выступив на шоу «Music Idol» (локальная версия шоу «Pop Idol»), а 7 апреля приехала в Болгарию. Особую известность Ани принесло участие в авторской программе болгарского певца Азиса (Васил Троянов Боянов) на болгарском телевидении, а также выступление в местном шоу «Music Idol». 12 апреля Ани Лорак прибыла на Мальту, дав интервью в нескольких телепрограммах национального телевидения и выступив с концертом в клубе Sky. На одной из передач она встретилась с представительницей Мальты на Евровидении Мореной, которая должна была выступить во втором полуфинале (как и Ани Лорак).
Подготовка к конкурсному выступлению шла в Москве, а вечером 17 апреля на вечеринке MTV Movie Awards Ани Лорак и Филипп Киркоров дали интервью прессе. Из Москвы Ани вылетела в Лондон, дав концерт в клубе Scala, а затем направилась в Брюссель и завершила свой промо-тур в Испании.

## Шансы
Ани Лорак считалась одним из фаворитов Евровидения-2008. Автор независимого интернет-проекта «Евровидение-Казахстан» Андрей Михеев предположил гарантированное попадание Лорак в Топ-5 конкурса:

- Музыка: Достаточно долго запрягает невнятным куплетом, но потом весьма эффектно бьет «like thunder» в припеве. 7/10
- Текст: А вот текст действительно силен. Хук ритмичен и отлично запоминающийся. 9/10
- Вокал: Ну уж очень сильно напоминает Елену Папаризу, как, в общем-то, и вся песня. В живую несколько менее сбалансированный, нежели в студийной версии. 8/10
- Итог: Фаворит конкурса. Гарантированный топ-5. 9/10

Председатель российского фан-клуба OGAE Антон Кулаков сравнил выступление Ани Лорак с двумя участницами Евровидения-2006 — Сибель Тюзюн (8-е место) и Тиной Кароль (7-е место) — и отметил отличную работу авторов песни и мощный вокал Лорак:

- Музыка: Как композитор, Киркоров определенно растет. Припев великолепен. 8/10
- Текст: Хм. Вроде у Сибел Тюзюн такое уже было. Поддержим, потому что Кавалерян. 8/10
- Вокал: Сильный вокал. Вроде я не припомню чтобы в Украине были слабые на голос женщины. 9/10
- Итог: Скорее всего заказан маршрут Тины Кароль - в финал её, в финал.

По оценке Филиппа Киркорова, Украина наряду с Сербией, Россией, Арменией и Швецией входила в Топ-5 фаворитов конкурса.

## Голосование

### В полуфинале
| Голоса за исполнительницу с Украины во втором полуфинале | Голоса за исполнительницу с Украины во втором полуфинале |
| -------------------------------------------------------- | -------------------------------------------------------- |
| Оценка                                                   | Страны                                                   |
| 12                                                       | Турция Чехия Белоруссия Болгария Грузия Португалия       |
| 10                                                       | Кипр                                                     |
| 8                                                        | Мальта Сербия Венгрия                                    |
| 7                                                        | Литва Хорватия Дания                                     |
| 6                                                        | Македония Латвия                                         |
| 5                                                        | -                                                        |
| 4                                                        | -                                                        |
| 3                                                        | Швеция Франция                                           |
| 2                                                        | -                                                        |
| 1                                                        | Швейцария                                                |

| Голоса телезрителей Украины во втором полуфинале | Голоса телезрителей Украины во втором полуфинале |
| ------------------------------------------------ | ------------------------------------------------ |
| Оценка                                           | Страна                                           |
| 12                                               | Грузия                                           |
| 10                                               | Белоруссия                                       |
| 8                                                | Португалия                                       |
| 7                                                | Хорватия                                         |
| 6                                                | Болгария                                         |
| 5                                                | Турция                                           |
| 4                                                | Дания                                            |
| 3                                                | Албания                                          |
| 2                                                | Латвия                                           |
| 1                                                | Исландия                                         |

### В финале
| Голоса за исполнительницу с Украины | Голоса за исполнительницу с Украины                        |
| ----------------------------------- | ---------------------------------------------------------- |
| Оценка                              | Страны                                                     |
| 12                                  | Португалия                                                 |
| 10                                  | Израиль Латвия Мальта Польша Азербайджан Белоруссия Грузия |
| 8                                   | Албания Турция Россия                                      |
| 7                                   | Дания Хорватия Болгария Молдавия                           |
| 6                                   | Ирландия Кипр Греция Венгрия Андорра                       |
| 5                                   | Исландия Великобритания Армения                            |
| 4                                   | Эстония Македония Черногория                               |
| 3                                   | Финляндия Босния и Герцеговина                             |
| 2                                   | Словения                                                   |
| 1                                   | Бельгия                                                    |

| Голоса телезрителей Украины | Голоса телезрителей Украины |
| --------------------------- | --------------------------- |
| Оценка                      | Страна                      |
| 12                          | Россия                      |
| 10                          | Азербайджан                 |
| 8                           | Грузия                      |
| 7                           | Армения                     |
| 6                           | Норвегия                    |
| 5                           | Израиль                     |
| 4                           | Турция                      |
| 3                           | Португалия                  |
| 2                           | Греция                      |
| 1                           | Хорватия                    |